# トゥアレグ語
トゥアレグ語(Tuareg/Tamasheq/Tamajaq/Tamahaq)は、ベルベル語の一つであり、トゥアレグの人々が話す。マリ共和国、ニジェール、アルジェリア、リビア、ブルキナファソに居住する。わずかながらチャド（Kinnin）にも居住する。
トンブクトゥ周辺のトゥアレグ語の方言は、特にタマシェク語と区別して呼ばれる。

## 下位分類
- タハガルト・タマハック語（英語版） - アルジェリア、リビア、ニジェール（77,000人）
- タマシェク語 - マリ共和国、ブルキナファソ（281,200人）
- タワラマト・タマジャク語（英語版） - ニジェール、マリ共和国、ナイジェリア（640,000人）
- タヤルト・タマジェク語（英語版） - ニジェール（250,000人）

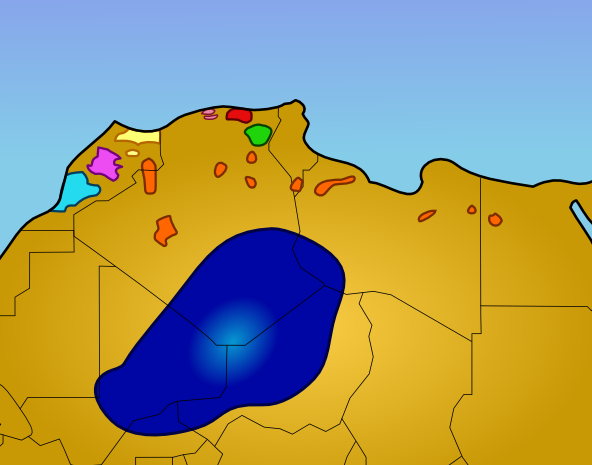
北アフリカにおけるベルベル語の分布
シルハ語（タシルハイト語、タシュリヒート語、タスースィッツ語）
中央アトラス・タマジクト語（タマジグト語）
リーフ語（タリフィート語、タアリフィート語）
オアシスグループ
シェヌア語
カビル語
シャウィーア語
トゥアレグ語

| シルハ語（タシルハイト語、タシュリヒート語、タスースィッツ語） 中央アトラス・タマジクト語（タマジグト語） リーフ語（タリフィート語、タアリフィート語） オアシスグループ | シェヌア語 カビル語 シャウィーア語 トゥアレグ語 |